# Věra Kohnová
Věra Kohnová est une jeune fille juive tchécoslovaque qui tint un journal intime pendant la Seconde Guerre mondiale.

## Biographie
Née à Plzeň en 1929, elle commença son journal intime à l'âge de douze ans, alors que la situation des Juifs de Plzeň se détériorait, et elle le tint pendant 5 mois, écrivant principalement sur ses sentiments personnels. Les derniers mots qu'elle y écrivit sont : « Nous sommes là jusqu'à demain, et après demain qui sait ce qu'il y aura. Bye-bye mon journal ! »
Le 22 janvier 1942, elle fut mise dans le  Transport S, n° 519 (1004 déportés, 937 morts, 67 survivants) qui allait de Plzeň à Theresienstadt. La dernière trace qu'on a d'elle date du 11 mars 1942, jour où on lui fit prendre le Transport Aa, n°408 (1001 déportés, 993 morts, 8 survivants) à destination du ghetto d'Izbica, un camp de transit.
Bien que Věra Kohnová et sa famille ne survécurent pas, son journal resta caché pendant 65 ans par Marie Kalivodová et Miroslav Matouš.
En 2006, il fut ensuite publié en tchèque, anglais et allemand (titre tchèque : Deník - Věra Kohnová, anglais : The Diary of Vera Kohnova, allemand : Das Tagebuch der Vera Kohnova),  (ISBN 80-86057-40-2).

## Galerie

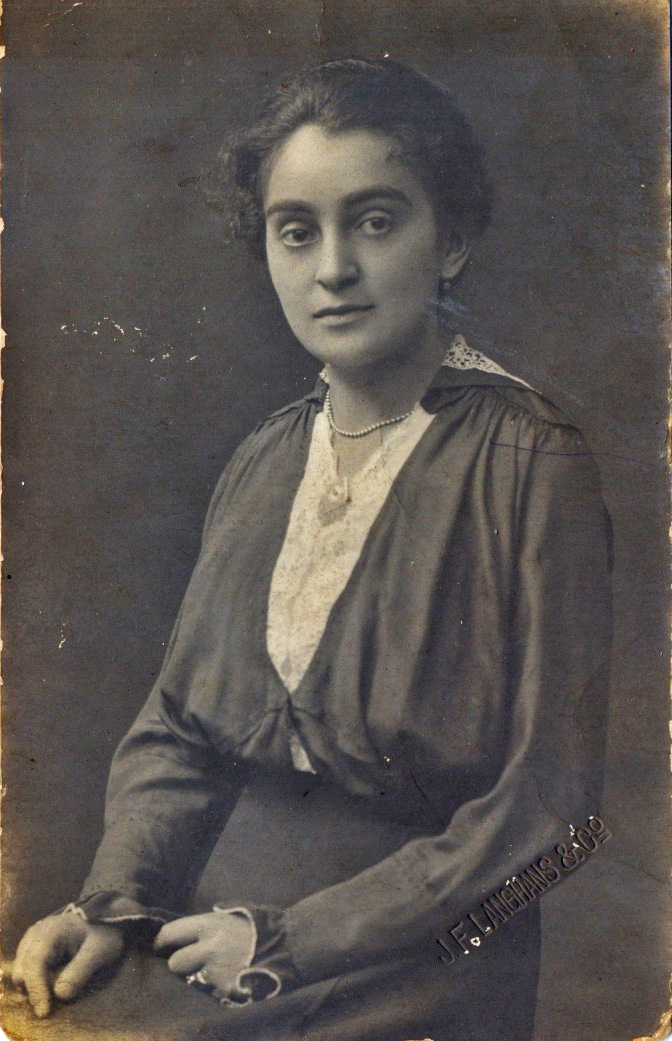
Melanie Kohnová, mère de Věra Kohnová. Photo : Jan Langhans.
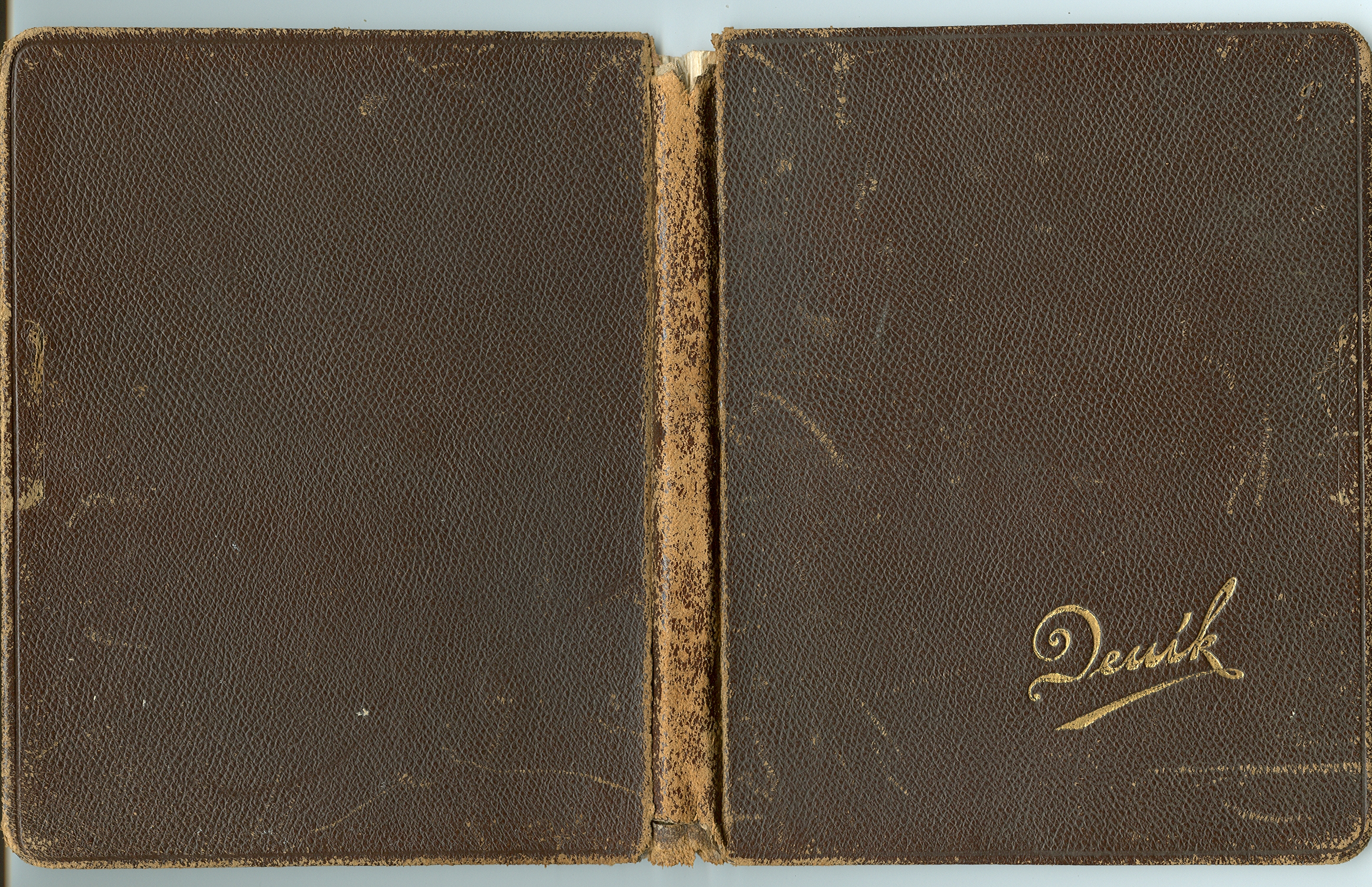
Le journal de Věra Kohnová
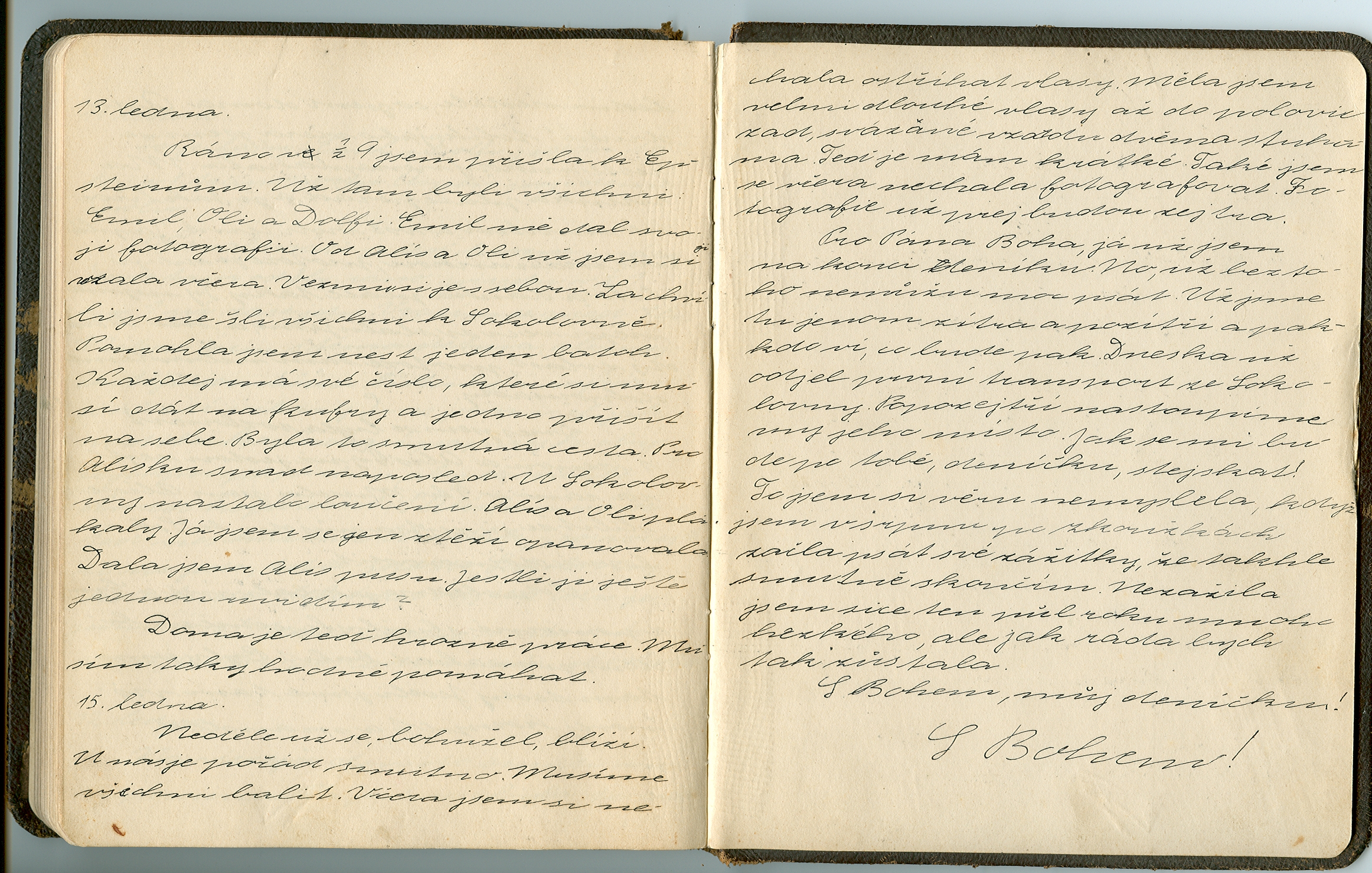
Le journal de Věra Kohnová
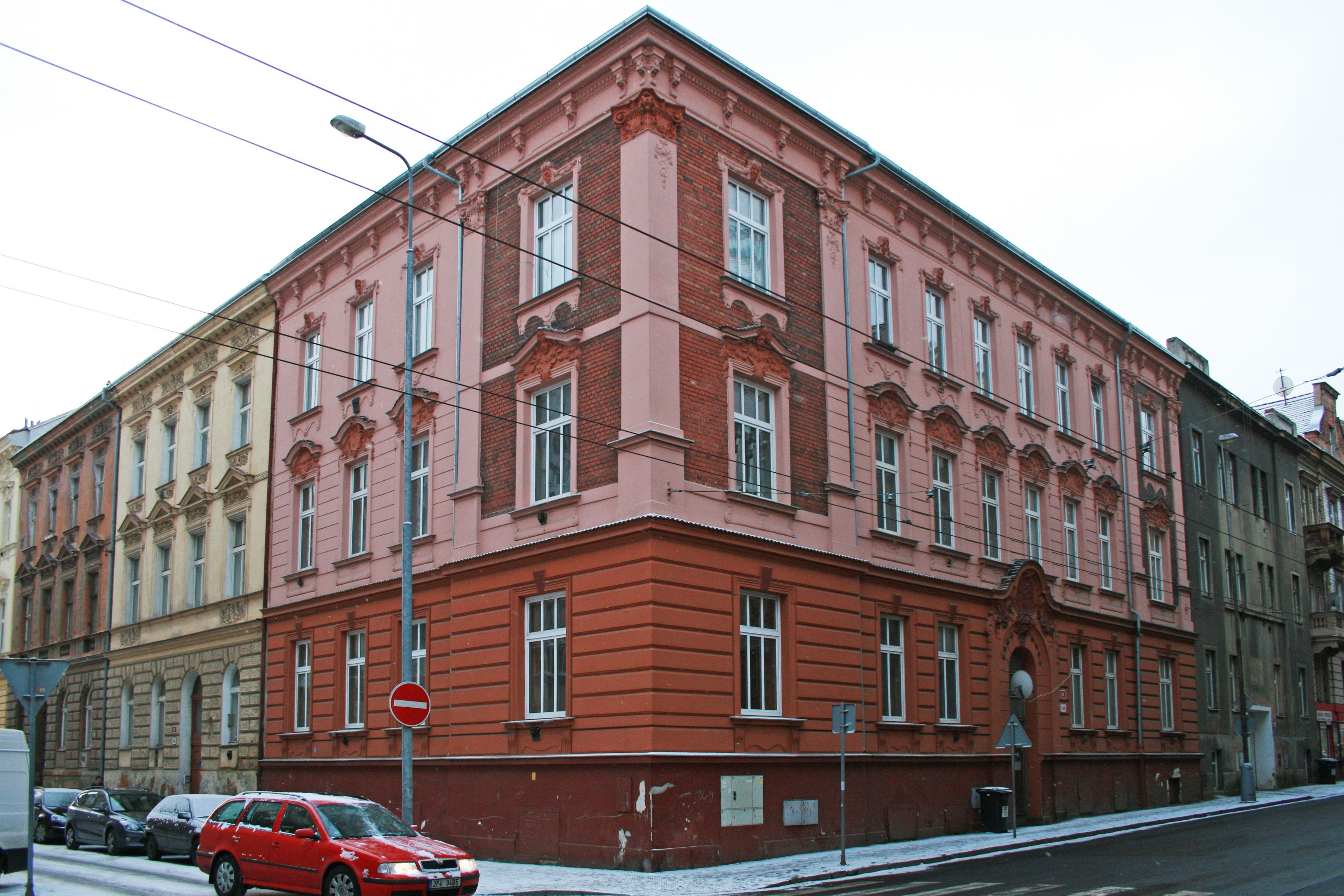
L'immeuble où elle habita